# یواس‌اس پومپانو (اس‌اس-۱۸۱)
یواس‌اس پومپانو (اس‌اس-۱۸۱) (به انگلیسی: USS Pompano (SS-181)) یک زیردریایی بود. این زیردریایی در سال ۱۹۳۷ ساخته شد.